# Le Stiore
Le Stiore sono una località di Treviso situata ad ovest del centro storico, nei pressi dell'attuale piazzale Pistoia.

## Storia
Il toponimo "Stiore", che in veneto significa letteralmente "Stuoie", è attestato nel catasto napoleonico del 1811. Storicamente, e ancora oggi, le Stiore corrispondono al bivio (attualmente incrocio) dove hanno inizio la via  Castellana (che conduce a Castelfranco Veneto) e la strada Feltrina (che conduce a Feltre passando per Montebelluna). 
Importante punto di riferimento era la oggi scomparsa Osteria delle Stiore, citata nei catasti storici e anche nell'"Itinerario Stradale della Provincia di Treviso", compilato nel 1835.
Negli ultimi due secoli, nell'area a ovest di Treviso sono avvenuti importanti mutamenti, ma la struttura portante delle strade più antiche è rimasta la stessa. Nel secondo dopoguerra venne aperta Strada Ovest (viale della Repubblica), che collegò il nodo delle Stiore alla strada Pontebbana e alla strada Noalese. Attraverso la bretella delle Stiore, la Feltrina venne collegata alla Noalese. Il bivio delle Stiore diventò un trafficato incrocio moderno, e simbolo della zona divenne il grattacielo cosiddetto "del Gazzettino", costruito negli anni '60.
Alle Stiore era in attività il famoso Albergo Ristorante Al Camin, gestito dal 1955 al 1961 dalla famiglia Garatti. In seguito questo ristorante è stato demolito e sostituito da un supermercato, dopo un periodo di abbandono. Una versione attribuisce proprio al ristorante Al Camin la paternità del tiramisù, con la creazione, nella metà degli anni 50, da parte della cuoca Speranza Bon, della "Coppa Imperiale", realizzata con gli ingredienti classici del tiramisù, e servita il 25 settembre 1958 alla principessa di Grecia Aspasia Manos.